# Sam Sam tới rồi (phim truyền hình)
Sam Sam tới rồi (chữ Hán: 杉杉来了, Bính âm: Shānshān láile), hay được biết đến với tiêu đề tiếng Anh chính thức "Boss & Me", là bộ phim truyền hình hài, lãng mạn Trung Quốc bấm máy vào tháng 12/2013, hoàn tất vào tháng 3/2014, trình chiếu lần đầu trên kênh BTV của Đài truyền hình Bắc Kinh và kênh truyền hình HTV3 Và một số Kênh Đài Phát Thanh - truyền hình địa phương, tại Việt Nam. Bộ phim có sự tham gia của Trương Hàn và Triệu Lệ Dĩnh trong vai trò diễn viên chính.
Bộ phim được chuyển thể từ tác phẩm ngôn tình "Sam Sam đến đây ăn nào!" của Cố Mạn. Bài hát chủ đề của bộ phim, "Roll the Dice", được ca sĩ thể hiện Cao San tái phát hành dưới dạng đĩa đơn vào ngày 17/7/2014.
Bộ phim gồm 34 tập, rating trung bình 1.44%, nằm trong top rating cao năm 2014 của đài Giang Tô.
Phim được chiếu lại trên các đài truyền hình khác hơn 100 lần. Cụm từ "bao thầu ao cá" hot trên mạng xã hội.
Lượt xem đạt hơn 7.8 tỷ view, thuộc top 3 phim nội địa Trung Quốc có lượt xem cao nhất trên nền tảng Youtube. Lượt xem trung bình mỗi tập là 207 triệu view.

## Cốt truyện
Tiết Sam Sam, cô gái ngây thơ, hơi ngốc nghếch, lại háu ăn, mới tốt nghiệp đại học đột nhiên nhận được thông báo trúng tuyển dự bị chức vụ trợ lý tài chính của tập đoàn công nghệ thông tin Phong Đằng tại Thượng Hải dù không mấy hy vọng. Vui mừng khăn gói lên Thượng Hải, Sam Sam tạm ở cùng nhà cô bạn nối khố Lục Song Nghi ở ngoại ô thành phố. Một đêm, cô nhận được một cú điện thoại bất ngờ mời đến bệnh viện cứu sống một sản phụ đang sinh khó có "máu gấu trúc" (máu hiếm) giống như cô. Sam Sam hiền lành chấp nhận ngay. Sản phụ đó chính là Phong Nguyệt, em gái của chủ tịch tập đoàn nơi Sam Sam đang thử việc. Để cảm ơn Sam Sam, Phong Nguyệt ngày nào cũng nhờ đầu bếp gia đình nấu một suất cơm gan lợn bổ máu cho Sam Sam và nhờ Phong Đằng, người anh trai tài hoa nhưng lạnh lùng của cô, mang đi giúp. Sam Sam vì chỉ đang thử việc nhưng lại liên tục nhận được cơm trưa từ chủ tịch trở nên vô cùng đặc biệt, có nhiều người làm thân, cũng có người ghen ghét. Qua tiếp xúc, con người mộc mạc, trong sáng của Sam Sam dần dần thu hút Phong Đằng. Viện đủ lý do, anh muốn được biết nhiều hơn về Sam Sam. Sam Sam tuy thấy nhà họ Phong vô cùng tốt bụng nhưng lại chỉ muốn thoát ra khỏi những rắc rối từ sự "trả ơn" này. Dù vậy, tiếp xúc nhiều với Phong Đằng, cô cũng cảm thấy rung động trước anh. Bạn thân của Phong Đằng, Trịnh Kì, chàng trai vô cùng nổi tiếng với phái nữ, cùng với Phong Nguyệt biết hết chuyện từ từ, nhẹ nhàng vun đắp cho mối quan hệ giữa cả hai đâm hoa, kết trái. Nhưng khi Sam Sam và Phong Đằng vừa mới vượt qua sự bó buộc của bản thân để đến bên nhau, người bạn thân của hai anh em họ Phong, Nguyên Lệ Trữ tài hoa, phong nhã, trở về Thượng Hải và biết chuyện. Lệ Trữ vì thầm yêu Phong Đằng đã bao năm, nay mất đi anh trong tay một cô gái mới gặp, muốn giành lại Phong Đằng từ tay Sam Sam...

## Diễn viên

### Diễn viên chính
- Trương Hàn vai Phong Đằng (lồng tiếng Việt: Quang Tuyên)
- Triệu Lệ Dĩnh vai Tiết Sam Sam (lồng tiếng Việt: Thu Hiền)

### Diễn viên phụ
- Hoàng Hựu Minh vai Trịnh Kì / Kì Soái  (lồng tiếng Việt: Tuấn Anh)
- Lý Trình Viện vai Nguyên Lệ Trữ (lồng tiếng Việt: Hoài Thương)
- Trương Dương Quả Nhi vai Phong Nguyệt (lồng tiếng Việt: Thu Huyền)
- Bách Khắc Lực vai Ngôn Thanh (lồng tiếng Việt: Tấn Phong)
- Vương Thụy Tử vai Lục Song Nghi (lồng tiếng Việt: Linh Phương)
- Thạch An Ni vai Tiết Liễu Liễu (lồng tiếng Việt: Chánh Tín)
- Lý Phương Đinh vai Chu Hiểu Vi (lồng tiếng Việt: Hoàng Khuyết)
- Thôi Vĩnh Huyễn vai Đỗ Phồn (lồng tiếng Việt: Thiện Trung)
- Sài Hạo Vĩ vai Du Thừa Hạo (lồng tiếng Việt: Ngọc Quyên)

## Nhạc phim
Album nhạc phim bao gồm 3 ca khúc, được phát hành trực tuyến vào ngày 8/7/2014:
1. 风之诺言 (Promise of the Wind) - Trương Hàn
2. 身不由己 (Involuntarily) - Hà Khiết
3. Roll the Dice - Cao San

## Phiên bản làm lại
Trót yêu ông chủ (tiếng Thái: รักนี้เจ้านายจอง, phát âm tiếng Thái: [Rặk-nì chao-này choòng]; tựa tiếng Anh: Boss and Me) là phiên bản do Thái Lan làm lại trong năm 2019 và được phát sóng vào ngày 5 tháng 6 năm 2021. Ở phiên bản Thái Lan, nhân vật Sam Sam sẽ có tên là Namking, do "nấm lùn" Aom Sushar thủ vai còn chủ tịch Phong Đằng được đổi tên thành Payu, được Push Puttichai đảm nhiệm. Trong trailer của Sam Sam Đến Rồi phiên bản Thái, nhìn chung nội dung của phim cũng không thay đổi quá nhiều so với bản gốc. Em gái của Payu bị xuất huyết sau sinh nhưng may anh cũng đóng gói thức ăn bổ dưỡng rồi gửi đến cho Namking, có khi còn gọi cô vào phòng làm việc của mình để cùng ăn trưa. Mưa dầm thấm lâu, cả hai cuối cùng cũng nảy sinh tình cảm với đối phương.